# Сонячна сільська рада (Запорізький район)
| Сонячна сільська рада — колишній орган місцевого самоврядування у Запорізькому районі Запорізької області з адміністративним центром у с-щі Сонячне. Сільській раді підпорядковані населені пункти: - с-ще Сонячне - с. Малишівка - с. Зеленопілля - с. Ручаївка |

## Склад ради
Рада складається з 20 депутатів та голови.

### Керівний склад ради
| ПІБ                      | Основні відомості                                                    | Дата обрання | Дата звільнення |
| ------------------------ | -------------------------------------------------------------------- | ------------ | --------------- |
| Лазукова Лідія Кузьмівна | Сільський голова, 1949 року народження, освіта, член Партії регіонів | 26.03.2006   | 31.10.2010      |

Примітка: таблиця складена за даними джерела